# Кінтанілья-де-Урс
Кінтанілья-де-Урс (ісп. Quintanilla de Urz) — муніципалітет в Іспанії, у складі автономної спільноти Кастилія-і-Леон, у провінції Самора. Населення — 134 особи (2010).
Муніципалітет розташований на відстані близько 250 км на північний захід від Мадрида, 60 км на північ від Самори.

## Демографія
Динаміка населення (INE ):